# Gmina Boone (hrabstwo Dallas)

Położenie Gminy Boone w hrabstwie Dallas

Gmina Boone (ang. Boone Township) – gmina w USA, w stanie Iowa, w hrabstwie Dallas. Według danych z 2000 roku gmina miała 6 011 mieszkańców, a jej powierzchnia wynosi 91,66 km².